# Naubolus
Genre
Naubolus est un genre d'araignées aranéomorphes de la famille des Salticidae.

## Distribution
Les espèces de ce genre se rencontrent en Amérique du Sud.

## Liste des espèces
Selon World Spider Catalog (version 18.0, 26/04/2017) :
- Naubolus albopunctatus Mello-Leitão, 1943
- Naubolus melloleitaoi Caporiacco, 1947
- Naubolus micans Simon, 1901
- Naubolus pallidus Mello-Leitão, 1945
- Naubolus posticatus Simon, 1901
- Naubolus sawayai Soares & Camargo, 1948
- Naubolus simplex Mello-Leitão, 1946
- Naubolus trifasciatus Mello-Leitão, 1927
- Naubolus tristis Mello-Leitão, 1922

## Publication originale
- Simon, 1901 : Histoire naturelle des araignées. Paris, vol. 2, p. 381-668 (intégral).